# Elezioni comunali in Lombardia del 2019
Le elezioni comunali in Lombardia del 2019 si sono tenute il 26 maggio (con ballottaggio il 9 giugno).

## Città metropolitana di Milano

### Cesano Boscone
| Candidati            | Candidati                       | Voti                 | %     | Liste                  | Voti   | %     | Seggi |
| -------------------- | ------------------------------- | -------------------- | ----- | ---------------------- | ------ | ----- | ----- |
|                      | Alfredo Simone Negri ✔️ Sindaco | 6.058                | 51,16 | Partito Democratico    | 3.923  | 34,23 | 7     |
| Il Futuro in Comune  | Alfredo Simone Negri ✔️ Sindaco | 6.058                | 51,16 | 1.648                  | 14,38  | 3     |       |
| Quartieri al Centro  | Alfredo Simone Negri ✔️ Sindaco | 6.058                | 51,16 | 193                    | 1,68   | -     |       |
|                      | Carmine Fabio Raimondo          | 3.833                | 32,37 | Lega                   | 1.815  | 15,84 | 2     |
| Fratelli d'Italia    | Carmine Fabio Raimondo          | 3.833                | 32,37 | 798                    | 6,96   | 1     |       |
| Forza Italia         | Carmine Fabio Raimondo          | 3.833                | 32,37 | 663                    | 5,78   | 1     |       |
| Bongiorno Cesano     | Carmine Fabio Raimondo          | 3.833                | 32,37 | 481                    | 4,20   | -     |       |
| Seggio di coalizione | Seggio di coalizione            | Seggio di coalizione | 32,37 | 1                      |        |       |       |
|                      | Maria Pulice                    | 1.172                | 9,90  | Movimento 5 Stelle     | 1.168  | 10,19 | 1     |
|                      | Stefano Cella                   | 590                  | 4,98  | Cesano Cambia!         | 582    | 5,08  | -     |
|                      | Dario Ballardini                | 189                  | 1,60  | Rifondazione Comunista | 190    | 1,66  | -     |
| Totale               | Totale                          | 11.842               | 100   |                        | 11.461 | 100   | 16    |

### Cormano
| Candidati                  | Candidati                                         | Voti                 | %     | Liste                         | Voti  | %     | Seggi |
| -------------------------- | ------------------------------------------------- | -------------------- | ----- | ----------------------------- | ----- | ----- | ----- |
|                            | Luigi Gianantonio Magistro Accede al ballottaggio | 4.572                | 45,47 | Lega                          | 2.346 | 23,85 | 6     |
| Cormano Cresce             | Luigi Gianantonio Magistro Accede al ballottaggio | 4.572                | 45,47 | 1.168                         | 11,87 | 3     |       |
| Forza Italia               | Luigi Gianantonio Magistro Accede al ballottaggio | 4.572                | 45,47 | 703                           | 7,15  | 1     |       |
| Fratelli d'Italia          | Luigi Gianantonio Magistro Accede al ballottaggio | 4.572                | 45,47 | 269                           | 2,73  | -     |       |
|                            | Tatiana Cocca Accede al ballottaggio              | 3.162                | 31,45 | Partito Democratico           | 2.281 | 23,19 | 3     |
| Cultura Ambiente Diritti   | Tatiana Cocca Accede al ballottaggio              | 3.162                | 31,45 | 621                           | 6,31  | -     |       |
| Cormano Parecipa           | Tatiana Cocca Accede al ballottaggio              | 3.162                | 31,45 | 180                           | 1,83  | -     |       |
| Seggio di coalizione       | Seggio di coalizione                              | Seggio di coalizione | 31,45 | 1                             |       |       |       |
|                            | Valentina Giglioni                                | 1.249                | 12,42 | Movimento 5 Stelle            | 1.239 | 12,60 | 1     |
|                            | Alessandro Milani                                 | 1.072                | 10,66 | Cormano per Alessandro Milani | 662   | 6,73  | -     |
| Sinistra Unita per Cormano | Alessandro Milani                                 | 1.072                | 10,66 | 368                           | 3,74  | -     |       |
| Seggio di coalizione       | Seggio di coalizione                              | Seggio di coalizione | 10,66 | 1                             |       |       |       |
| Totale                     | Totale                                            | 10.055               | 100   |                               | 9.837 | 100   | 16    |

### Cornaredo
| Candidati            | Candidati                    | Voti                 | %     | Liste               | Voti   | %     | Seggi |
| -------------------- | ---------------------------- | -------------------- | ----- | ------------------- | ------ | ----- | ----- |
|                      | Yuri Santagostino ✔️ Sindaco | 6.644                | 58,63 | Partito Democratico | 4.714  | 43,57 | 8     |
| Valori in Comune     | Yuri Santagostino ✔️ Sindaco | 6.644                | 58,63 | 902                 | 8,34   | 1     |       |
| Sinistra Cornaredo   | Yuri Santagostino ✔️ Sindaco | 6.644                | 58,63 | 635                 | 5,87   | 1     |       |
|                      | Renato Laviani               | 3.894                | 34,36 | Lega                | 2.752  | 25,44 | 4     |
| Forza Italia         | Renato Laviani               | 3.894                | 34,36 | 537                 | 4,96   | -     |       |
| Fratelli d'Italia    | Renato Laviani               | 3.894                | 34,36 | 499                 | 4,61   | -     |       |
| Seggio di coalizione | Seggio di coalizione         | Seggio di coalizione | 34,36 | 1                   |        |       |       |
|                      | Marco Cardillo               | 795                  | 7,01  | Movimento 5 Stelle  | 780    | 7,21  | 1     |
| Totale               | Totale                       | 11.333               | 100   |                     | 10.819 | 100   | 16    |

### Cusano Milanino
| Candidati                | Candidati                | Voti                 | %     | Liste               | Voti  | %     | Seggi |
| ------------------------ | ------------------------ | -------------------- | ----- | ------------------- | ----- | ----- | ----- |
|                          | Valeria Lesma ✔️ Sindaco | 5.575                | 56,84 | Lega                | 2.704 | 28,34 | 5     |
| Cusano Milanino Cambia   | Valeria Lesma ✔️ Sindaco | 5.575                | 56,84 | 1.183               | 12,40 | 2     |       |
| Forza Italia             | Valeria Lesma ✔️ Sindaco | 5.575                | 56,84 | 908                 | 9,52  | 2     |       |
| Fratelli d'Italia        | Valeria Lesma ✔️ Sindaco | 5.575                | 56,84 | 635                 | 6,66  | 1     |       |
|                          | Lidia Arduino            | 3.799                | 38,73 | Partito Democratico | 2.589 | 27,14 | 4     |
| Ambientalista e Solidale | Lidia Arduino            | 3.799                | 38,73 | 568                 | 5,95  | 1     |       |
| Fare di Più              | Lidia Arduino            | 3.799                | 38,73 | 531                 | 5,57  | -     |       |
| Seggio di coalizione     | Seggio di coalizione     | Seggio di coalizione | 38,73 | 1                   |       |       |       |
|                          | Giorgio Bolognesi        | 435                  | 4,43  | Sinistra Unita      | 422   | 4,42  | -     |
| Totale                   | Totale                   | 9.809                | 100   |                     | 9.540 | 100   | 16    |

### Lainate
| Candidati                 | Candidati                     | Voti                 | %     | Liste                       | Voti   | %     | Seggi |
| ------------------------- | ----------------------------- | -------------------- | ----- | --------------------------- | ------ | ----- | ----- |
|                           | Andrea Tagliaferro ✔️ Sindaco | 7.153                | 53,09 | Lista Landonio              | 3.220  | 25,35 | 5     |
| Lainate nel cuore         | Andrea Tagliaferro ✔️ Sindaco | 7.153                | 53,09 | 1.980                       | 15,59  | 3     |       |
| Lista Adriano Anzani 2019 | Andrea Tagliaferro ✔️ Sindaco | 7.153                | 53,09 | 717                         | 5,64   | 1     |       |
| Unione Democratica        | Andrea Tagliaferro ✔️ Sindaco | 7.153                | 53,09 | 673                         | 5,30   | 1     |       |
|                           | Maurizio Frezza               | 3.034                | 22,52 | Lega                        | 2.532  | 19,93 | 3     |
| Fratelli d'Italia         | Maurizio Frezza               | 3.034                | 22,52 | 274                         | 2,16   | -     |       |
| Centro Destra Cormio      | Maurizio Frezza               | 3.034                | 22,52 | 158                         | 1,24   | -     |       |
| Seggio di coalizione      | Seggio di coalizione          | Seggio di coalizione | 22,52 | 1                           |        |       |       |
|                           | Sara Rubino                   | 2.279                | 16,91 | Partito Democratico         | 1.742  | 13,71 | 1     |
| Lainate Civica            | Sara Rubino                   | 2.279                | 16,91 | 425                         | 3,35   | -     |       |
| Seggio di coalizione      | Seggio di coalizione          | Seggio di coalizione | 16,91 | 1                           |        |       |       |
|                           | Giuseppe Perfetti             | 748                  | 5,55  | Gente di Lainate e Frazioni | 724    | 5,70  | -     |
|                           | Mattia Bertani                | 260                  | 1,93  | Partito Comunista           | 259    | 2,04  | -     |
| Totale                    | Totale                        | 13.474               | 100   |                             | 12.704 | 100   | 16    |

### Novate Milanese
| Candidati                   | Candidati                                     | Voti                 | %     | Liste               | Voti   | %     | Seggi |
| --------------------------- | --------------------------------------------- | -------------------- | ----- | ------------------- | ------ | ----- | ----- |
|                             | Daniela Maldini Accede al ballottaggio        | 4.290                | 39,06 | Partito Democratico | 2.759  | 26,04 | 7     |
| Bella Novate                | Daniela Maldini Accede al ballottaggio        | 4.290                | 39,06 | 600                 | 5,66   | 1     |       |
| Uniti e Solidali per Novate | Daniela Maldini Accede al ballottaggio        | 4.290                | 39,06 | 417                 | 3,94   | 1     |       |
| Memoria e Futuro per Novate | Daniela Maldini Accede al ballottaggio        | 4.290                | 39,06 | 377                 | 3,56   | 1     |       |
|                             | Massimiliano Aliprandi Accede al ballottaggio | 3.578                | 35,58 | Lega                | 2.414  | 22,78 | 4     |
| Progetto in Comune          | Massimiliano Aliprandi Accede al ballottaggio | 3.578                | 35,58 | 554                 | 5,23   | -     |       |
| Fratelli d'Italia           | Massimiliano Aliprandi Accede al ballottaggio | 3.578                | 35,58 | 524                 | 4,94   | -     |       |
| Seggio di coalizione        | Seggio di coalizione                          | Seggio di coalizione | 35,58 | 1                   |        |       |       |
|                             | Luca David                                    | 1.638                | 14,92 | Forza Italia        | 550    | 5,19  | -     |
| Prima Novate                | Luca David                                    | 1.638                | 14,92 | 531                 | 5,01   | -     |       |
| Novate al Centro            | Luca David                                    | 1.638                | 14,92 | 419                 | 3,95   | -     |       |
|                             | Marco Bove                                    | 889                  | 8,10  | Movimento 5 Stelle  | 877    | 8,28  | 1     |
|                             | Sergio Sardo                                  | 444                  | 4,04  | Sinistra per Novate | 432    | 4,08  | -     |
|                             | Lorenzo Cavalli                               | 143                  | 1,40  | CasaPound           | 143    | 1,35  | -     |
| Totale                      | Totale                                        | 10.982               | 100   |                     | 10.597 | 100   | 16    |

### Paderno Dugnano
| Candidati                    | Candidati                                | Voti                 | %     | Liste                                           | Voti   | %     | Seggi |
| ---------------------------- | ---------------------------------------- | -------------------- | ----- | ----------------------------------------------- | ------ | ----- | ----- |
|                              | Ezio Primo Casati Accede al ballottaggio | 5.606                | 23,27 | Partito Democratico                             | 4.372  | 18,79 | 7     |
| Paderno Dugnano Futura       | Ezio Primo Casati Accede al ballottaggio | 5.606                | 23,27 | 1.050                                           | 4,51   | 1     |       |
|                              | Gianluca Bogani Accede al ballottaggio   | 9.017                | 37,43 | Lega                                            | 6.689  | 28,75 | 5     |
| Forza Italia                 | Gianluca Bogani Accede al ballottaggio   | 9.017                | 37,43 | 1.442                                           | 6,20   | 1     |       |
| Fratelli d'Italia            | Gianluca Bogani Accede al ballottaggio   | 9.017                | 37,43 | 715                                             | 3,07   | -     |       |
| Seggio di coalizione         | Seggio di coalizione                     | Seggio di coalizione | 37,43 | 1                                               |        |       |       |
|                              | Giovanni Giuranna                        | 3.538                | 14,69 | Insieme per Cambiare                            | 1.952  | 8,39  | 2     |
| Persone al Centro            | Giovanni Giuranna                        | 3.538                | 14,69 | 1.952                                           | 8,39   | 1     |       |
| Sinistra per Paderno Dugnano | Giovanni Giuranna                        | 3.538                | 14,69 | 623                                             | 2,68   | -     |       |
| Seggio di coalizione         | Seggio di coalizione                     | Seggio di coalizione | 14,69 | 1                                               |        |       |       |
|                              | Alberto Ghioni                           | 3.228                | 13,40 | Paderno Dugnano Cresce                          | 1.776  | 7,63  | 1     |
| Sì Ghioni Sindaco            | Alberto Ghioni                           | 3.228                | 13,40 | 1.228                                           | 5,28   | -     |       |
| Seggio di coalizione         | Seggio di coalizione                     | Seggio di coalizione | 13,40 | 1                                               |        |       |       |
|                              | Simona Arosio                            | 2.430                | 10,09 | Lista Di Maio                                   | 1.724  | 7,41  | 2     |
| Sette Frazioni               | Simona Arosio                            | 2.430                | 10,09 | 678                                             | 2,91   | -     |       |
| Seggio di coalizione         | Seggio di coalizione                     | Seggio di coalizione | 10,09 | 1                                               |        |       |       |
|                              | Cristian Gligora                         | 271                  | 1,12  | Rifondazione Comunista-Sinistra Anticapitalista | 270    | 1,16  | -     |
| Totale                       | Totale                                   | 24.090               | 100   |                                                 | 23.269 | 100   | 24    |

### Rozzano
| Candidati                                         | Candidati                                        | Voti                 | %     | Liste               | Voti   | %     | Seggi |
| ------------------------------------------------- | ------------------------------------------------ | -------------------- | ----- | ------------------- | ------ | ----- | ----- |
|                                                   | Giovanni Ferretti De Luca Accede al ballottaggio | 7.285                | 37,28 | Lega                | 4.214  | 22,45 | 10    |
| Forza Italia                                      | Giovanni Ferretti De Luca Accede al ballottaggio | 7.285                | 37,28 | 1.972               | 10,51  | 4     |       |
| Fratelli d'Italia                                 | Giovanni Ferretti De Luca Accede al ballottaggio | 7.285                | 37,28 | 642                 | 3,42   | -     |       |
| Rozzano senza Bavaglio                            | Giovanni Ferretti De Luca Accede al ballottaggio | 7.285                | 37,28 | 218                 | 1,16   | -     |       |
| Partito Liberale Italiano-Italia Giovane Solidale | Giovanni Ferretti De Luca Accede al ballottaggio | 7.285                | 37,28 | 38                  | 0,20   | -     |       |
|                                                   | Barbara Agogliati Berra Accede al ballottaggio   | 7.615                | 38,97 | Partito Democratico | 3.438  | 18,32 | 4     |
| Agogliati Sindaco                                 | Barbara Agogliati Berra Accede al ballottaggio   | 7.615                | 38,97 | 2.523               | 13,44  | 2     |       |
| +Europa                                           | Barbara Agogliati Berra Accede al ballottaggio   | 7.615                | 38,97 | 595                 | 3,17   | -     |       |
| Uniti per Rozzano                                 | Barbara Agogliati Berra Accede al ballottaggio   | 7.615                | 38,97 | 368                 | 1,96   | -     |       |
| Noi Insieme per Vallembrosia                      | Barbara Agogliati Berra Accede al ballottaggio   | 7.615                | 38,97 | 241                 | 1,28   | -     |       |
| Civica per Rozzano                                | Barbara Agogliati Berra Accede al ballottaggio   | 7.615                | 38,97 | 172                 | 0,92   | -     |       |
| Seggio di coalizione                              | Seggio di coalizione                             | Seggio di coalizione | 38,97 | 1                   |        |       |       |
|                                                   | Vincenzo Lepori                                  | 2.114                | 10,82 | Movimento 5 Stelle  | 2.093  | 11,15 | 1     |
|                                                   | Marco Macaluso                                   | 2.043                | 10,46 | Italia in Comune    | 1.091  | 5,81  | -     |
| Scegliamo Rozzano                                 | Marco Macaluso                                   | 2.043                | 10,46 | 697                 | 3,71   | -     |       |
| Seggio di coalizione                              | Seggio di coalizione                             | Seggio di coalizione | 10,46 | 1                   |        |       |       |
|                                                   | Rocco Massimo D'Avolio                           | 482                  | 2,47  | D'Avolio X Rozzano  | 468    | 2,49  | -     |
| Totale                                            | Totale                                           | 19.539               | 100   |                     | 18.770 | 100   | 24    |

### Settimo Milanese
| Candidati            | Candidati                            | Voti                 | %     | Liste               | Voti   | %     | Seggi |
| -------------------- | ------------------------------------ | -------------------- | ----- | ------------------- | ------ | ----- | ----- |
|                      | Sara Santagostino Pretina ✔️ Sindaco | 6.220                | 58,55 | Partito Democratico | 3.988  | 38,39 | 7     |
| Settimo in Comune    | Sara Santagostino Pretina ✔️ Sindaco | 6.220                | 58,55 | 1.534               | 14,77  | 3     |       |
| Insieme a Sinistra   | Sara Santagostino Pretina ✔️ Sindaco | 6.220                | 58,55 | 502                 | 4,83   | -     |       |
|                      | Luca Bulciaghi                       | 4.404                | 41,45 | Lega                | 2.776  | 26,72 | 4     |
| Forza Italia         | Luca Bulciaghi                       | 4.404                | 41,45 | 825                 | 7,94   | 1     |       |
| Fratelli d'Italia    | Luca Bulciaghi                       | 4.404                | 41,45 | 534                 | 5,14   | -     |       |
| Movimento Civico     | Luca Bulciaghi                       | 4.404                | 41,45 | 229                 | 2,20   | -     |       |
| Seggio di coalizione | Seggio di coalizione                 | Seggio di coalizione | 41,45 | 1                   |        |       |       |
| Totale               | Totale                               | 10.624               | 100   |                     | 10.388 | 100   | 16    |

### Trezzano sul Naviglio
| Candidati                           | Candidati                | Voti                 | %     | Liste              | Voti   | %     | Seggi |
| ----------------------------------- | ------------------------ | -------------------- | ----- | ------------------ | ------ | ----- | ----- |
|                                     | Fabio Bottero ✔️ Sindaco | 6.178                | 57,74 | Trezzano Con Fabio | 2.731  | 26,73 | 5     |
| Partito Democratico                 | Fabio Bottero ✔️ Sindaco | 6.178                | 57,74 | 2.445              | 23,93  | 4     |       |
| Trezzano sul Naviglio Oltre         | Fabio Bottero ✔️ Sindaco | 6.178                | 57,74 | 571                | 5,59   | 1     |       |
|                                     | Ivano Padovani           | 3.336                | 31,18 | Lega               | 2.033  | 19,90 | 3     |
| Controcorrente                      | Ivano Padovani           | 3.336                | 31,18 | 522                | 5,11   | 1     |       |
| Forza Italia                        | Ivano Padovani           | 3.336                | 31,18 | 413                | 4,04   | -     |       |
| Fratelli d'Italia                   | Ivano Padovani           | 3.336                | 31,18 | 328                | 3,21   | -     |       |
| Seggio di coalizione                | Seggio di coalizione     | Seggio di coalizione | 31,18 | 1                  |        |       |       |
|                                     | Zina Villa               | 942                  | 8,80  | Movimento 5 Stelle | 939    | 9,19  | 1     |
|                                     | Vittorio Ciocca          | 244                  | 2,28  | Il Ponte           | 179    | 1,75  | -     |
| Trezzano Solidale per l'Alternativa | Vittorio Ciocca          | 244                  | 2,28  | 56                 | 0,55   | -     |       |
| Totale                              | Totale                   | 10.700               | 100   |                    | 10.217 | 100   | 16    |

## Provincia di Bergamo

### Bergamo
| Candidati                            | Candidati                   | Voti                        | %     | Liste               | Voti   | %     | Seggi |
| ------------------------------------ | --------------------------- | --------------------------- | ----- | ------------------- | ------ | ----- | ----- |
|                                      | Giorgio Gori ✔️ Sindaco     | 34.499                      | 55,33 | Partito Democratico | 14.431 | 24,14 | 9     |
| Giorgio Gori Sindaco                 | Giorgio Gori ✔️ Sindaco     | 34.499                      | 55,33 | 13.649              | 22,83  | 9     |       |
| Patto per Bergamo - Italia in Comune | Giorgio Gori ✔️ Sindaco     | 34.499                      | 55,33 | 1.788               | 2,99   | 1     |       |
| Ambiente Partecipazione Futuro       | Giorgio Gori ✔️ Sindaco     | 34.499                      | 55,33 | 1.530               | 2,56   | 1     |       |
| +Europa                              | Giorgio Gori ✔️ Sindaco     | 34.499                      | 55,33 | 1.447               | 2,42   | -     |       |
|                                      | Giacomo Stucchi             | 24.516                      | 39,32 | Lega                | 13.012 | 21,77 | 6     |
| Bergamo Ideale                       | Giacomo Stucchi             | 24.516                      | 39,32 | 4.979               | 8,33   | 2     |       |
| Forza Italia                         | Giacomo Stucchi             | 24.516                      | 39,32 | 3.025               | 5,06   | 1     |       |
| Fratelli d'Italia                    | Giacomo Stucchi             | 24.516                      | 39,32 | 2.706               | 4,53   | 1     |       |
| Seggio al candidato sindaco          | Seggio al candidato sindaco | Seggio al candidato sindaco | 39,32 | 1                   |        |       |       |
|                                      | Nicholas Anesa              | 2.270                       | 3,64  | Movimento 5 Stelle  | 2.192  | 3,67  | 1     |
|                                      | Francesco Macario           | 1.067                       | 1,71  | Bergamo in Comune   | 1.015  | 1,70  | -     |
| Totale                               | Totale                      | 62.352                      | 100   |                     | 59.774 | 100   | 32    |

### Albino
| Candidati                     | Candidati              | Voti                 | %     | Liste                      | Voti  | %     | Seggi |
| ----------------------------- | ---------------------- | -------------------- | ----- | -------------------------- | ----- | ----- | ----- |
|                               | Fabio Terzi ✔️ Sindaco | 6.975                | 68,24 | Lega                       | 3.432 | 34,54 | 6     |
| Civica Mente Albino           | Fabio Terzi ✔️ Sindaco | 6.975                | 68,24 | 2.302                      | 23,17 | 4     |       |
| Forza Italia-Lombardia Ideale | Fabio Terzi ✔️ Sindaco | 6.975                | 68,24 | 1.078                      | 10,85 | 1     |       |
|                               | Simonetta Rinaldi      | 3.246                | 31,76 | Per Albino Progetto Civico | 2.181 | 21,95 | 3     |
| Ambiente e Beni Comuni        | Simonetta Rinaldi      | 3.246                | 31,76 | 943                        | 9,49  | 1     |       |
| Seggio di coalizione          | Seggio di coalizione   | Seggio di coalizione | 31,76 | 1                          |       |       |       |
| Totale                        | Totale                 | 10.221               | 100   |                            | 9.936 | 100   | 16    |

### Dalmine
| Candidati                        | Candidati                                | Voti                 | %     | Liste                     | Voti   | %     | Seggi |
| -------------------------------- | ---------------------------------------- | -------------------- | ----- | ------------------------- | ------ | ----- | ----- |
|                                  | Francesco Bramani Accede al ballottaggio | 5.589                | 46,01 | Lega                      | 4.950  | 41,39 | 8     |
| Forza Italia-Centro Destra Unito | Francesco Bramani Accede al ballottaggio | 5.589                | 46,01 | 586                       | 4,90   | 1     |       |
|                                  | Lorella Alessio Accede al ballottaggio   | 3.798                | 31,26 | Partito Democratico       | 2.768  | 23,14 | 3     |
| Insieme per Dalmine              | Lorella Alessio Accede al ballottaggio   | 3.798                | 31,26 | 762                       | 6,37   | 1     |       |
| Dalmine Bene Comune              | Lorella Alessio Accede al ballottaggio   | 3.798                | 31,26 | 198                       | 1,66   | -     |       |
| Seggio di coalizione             | Seggio di coalizione                     | Seggio di coalizione | 31,26 | 1                         |        |       |       |
|                                  | Fabio Tiraboschi                         | 2.186                | 17,99 | Nostra Dalmine Giovani    | 1.456  | 12,17 | 1     |
| Patto Civico Dalmine             | Fabio Tiraboschi                         | 2.186                | 17,99 | 676                       | 5,65   | -     |       |
| Seggio di coalizione             | Seggio di coalizione                     | Seggio di coalizione | 17,99 | 1                         |        |       |       |
|                                  | Marco Cividini                           | 575                  | 4,73  | In Dalmine Insieme si Può | 564    | 4,72  | -     |
| Totale                           | Totale                                   | 12.148               | 100   |                           | 11.960 | 100   | 16    |

### Romano di Lombardia
| Candidati            | Candidati                               | Voti                 | %     | Liste                   | Voti  | %     | Seggi |
| -------------------- | --------------------------------------- | -------------------- | ----- | ----------------------- | ----- | ----- | ----- |
|                      | Sebastian Nicoli Accede al ballottaggio | 3.676                | 37,16 | Nicoli Sindaco          | 1.912 | 20,20 | 6     |
| Partito Democratico  | Sebastian Nicoli Accede al ballottaggio | 3.676                | 37,16 | 1.515                   | 16,01 | 4     |       |
|                      | Romualdo Natali Accede al ballottaggio  | 3.480                | 35,18 | Lega                    | 2.684 | 28,36 | 3     |
| Forza Italia         | Romualdo Natali Accede al ballottaggio  | 3.480                | 35,18 | 525                     | 5,55  | -     |       |
| Fratelli d'Italia    | Romualdo Natali Accede al ballottaggio  | 3.480                | 35,18 | 243                     | 2,57  | -     |       |
| Seggio di coalizione | Seggio di coalizione                    | Seggio di coalizione | 35,18 | 1                       |       |       |       |
|                      | Luciano Dehò                            | 1.523                | 15,40 | Luciano Dehò Sindaco    | 832   | 8,79  | 1     |
| Romano Civica        | Luciano Dehò                            | 1.523                | 15,40 | 565                     | 5,97  | -     |       |
| Seggio di coalizione | Seggio di coalizione                    | Seggio di coalizione | 15,40 | 1                       |       |       |       |
|                      | Mario Suardi                            | 803                  | 8,12  | La Città nelle Tue Mani | 787   | 8,32  | -     |
|                      | Simone Rizzoli                          | 410                  | 4,14  | Movimento 5 Stelle      | 401   | 4,24  | -     |
| Totale               | Totale                                  | 9.892                | 100   |                         | 9.464 | 100   | 16    |

### Seriate
| Candidati                                        | Candidati                   | Voti   | %     | Liste                         | Voti   | %     | Seggi |
| ------------------------------------------------ | --------------------------- | ------ | ----- | ----------------------------- | ------ | ----- | ----- |
|                                                  | Cristian Vezzoli ✔️ Sindaco | 8.247  | 62,95 | Lega                          | 4.645  | 36,52 | 7     |
| Forza Italia-Popolo della Famiglia-Siamo Seriate | Cristian Vezzoli ✔️ Sindaco | 8.247  | 62,95 | 1.830                         | 14,39  | 2     |       |
| Progetto Seriate                                 | Cristian Vezzoli ✔️ Sindaco | 8.247  | 62,95 | 1.449                         | 11,39  | 2     |       |
|                                                  | Alessandro Trotta           | 3.235  | 24,69 | Seriate 24068                 | 3.190  | 25,08 | 4     |
|                                                  | Marco Sironi                | 985    | 7,52  | Sinistra per un'Altra Seriate | 978    | 7,69  | 1     |
|                                                  | Andrea Cornali              | 633    | 4,83  | Movimento 5 Stelle            | 626    | 4,92  | -     |
| Totale                                           | Totale                      | 13.100 | 100   |                               | 12.718 | 100   | 16    |

## Provincia di Brescia

### Chiari
| Candidati                             | Candidati                   | Voti                 | %     | Liste                   | Voti  | %     | Seggi |
| ------------------------------------- | --------------------------- | -------------------- | ----- | ----------------------- | ----- | ----- | ----- |
|                                       | Massimo Vizzardi ✔️ Sindaco | 5.047                | 50,22 | Per una Chiari Virtuosa | 1.921 | 20,10 | 4     |
| Partito Democratico                   | Massimo Vizzardi ✔️ Sindaco | 5.047                | 50,22 | 1.360                   | 14,23 | 3     |       |
| Chiari Insieme-Patto per Chiari       | Massimo Vizzardi ✔️ Sindaco | 5.047                | 50,22 | 1.056                   | 11,05 | 2     |       |
| Chiari al Centro                      | Massimo Vizzardi ✔️ Sindaco | 5.047                | 50,22 | 403                     | 4,22  | 1     |       |
|                                       | Alessandro Cugini           | 5.002                | 49,78 | Lega                    | 2.696 | 28,22 | 3     |
| Fratelli d'Italia-La Civica di Chiari | Alessandro Cugini           | 5.002                | 49,78 | 1.279                   | 13,39 | 1     |       |
| Forza Italia                          | Alessandro Cugini           | 5.002                | 49,78 | 840                     | 8,79  | 1     |       |
| Seggio di coalizione                  | Seggio di coalizione        | Seggio di coalizione | 49,78 | 1                       |       |       |       |
| Totale                                | Totale                      | 10.049               | 100   |                         | 9.555 | 100   | 16    |

### Ghedi
| Candidati            | Candidati                  | Voti                 | %     | Liste                 | Voti  | %     | Seggi |
| -------------------- | -------------------------- | -------------------- | ----- | --------------------- | ----- | ----- | ----- |
|                      | Federico Casali ✔️ Sindaco | 5.338                | 54,42 | Lega                  | 3.014 | 31,56 | 6     |
| Forza Italia         | Federico Casali ✔️ Sindaco | 5.338                | 54,42 | 973                   | 10,19 | 2     |       |
| Fratelli d'Italia    | Federico Casali ✔️ Sindaco | 5.338                | 54,42 | 807                   | 8,45  | 1     |       |
| Ghedi Tricolore      | Federico Casali ✔️ Sindaco | 5.338                | 54,42 | 464                   | 4,86  | 1     |       |
|                      | Bortolo Trentini           | 4.471                | 45,58 | Costruire la Comunità | 1.066 | 11,16 | 2     |
| Insieme per Ghedi    | Bortolo Trentini           | 4.471                | 45,58 | 824                   | 8,63  | 1     |       |
| Indipendenti         | Bortolo Trentini           | 4.471                | 45,58 | 787                   | 8,24  | 1     |       |
| Progetto Democratico | Bortolo Trentini           | 4.471                | 45,58 | 717                   | 7,51  | 1     |       |
| Città di Ghedi       | Bortolo Trentini           | 4.471                | 45,58 | 353                   | 3,70  | -     |       |
| Un Futuro per Ghedi  | Bortolo Trentini           | 4.471                | 45,58 | 310                   | 3,25  | -     |       |
| Insieme a Sinistra   | Bortolo Trentini           | 4.471                | 45,58 | 236                   | 2,47  | -     |       |
| Seggio di coalizione | Seggio di coalizione       | Seggio di coalizione | 45,58 | 1                     |       |       |       |
| Totale               | Totale                     | 9.809                | 100   |                       | 9.551 | 100   | 16    |

### Lumezzane
| Candidati                            | Candidati                              | Voti                 | %     | Liste                    | Voti   | %     | Seggi |
| ------------------------------------ | -------------------------------------- | -------------------- | ----- | ------------------------ | ------ | ----- | ----- |
|                                      | Josehf Facchini Accede al ballottaggio | 5.873                | 47,73 | Lega                     | 4.787  | 40,63 | 9     |
| Forza Italia                         | Josehf Facchini Accede al ballottaggio | 5.873                | 47,73 | 701                      | 5,95   | 1     |       |
| Fratelli d'Italia-Lumezzane Popolare | Josehf Facchini Accede al ballottaggio | 5.873                | 47,73 | 298                      | 2,53   | -     |       |
|                                      | Matteo Zani Accede al ballottaggio     | 3.766                | 30,61 | Partito Democratico      | 2.344  | 19,89 | 2     |
| Civica per Zani                      | Matteo Zani Accede al ballottaggio     | 3.766                | 30,61 | 1.153                    | 9,79   | 1     |       |
| Seggio di coalizione                 | Seggio di coalizione                   | Seggio di coalizione | 30,61 | 1                        |        |       |       |
|                                      | Mauro Sigurtà                          | 2.321                | 18,86 | Continuità per Lumezzane | 1.346  | 11,42 | 1     |
| Giovani per il futuro di Lumezzane   | Mauro Sigurtà                          | 2.321                | 18,86 | 820                      | 6,96   | -     |       |
| Seggio di coalizione                 | Seggio di coalizione                   | Seggio di coalizione | 18,86 | 1                        |        |       |       |
|                                      | Enrico Salvinelli                      | 345                  | 2,80  | Forza Nuova              | 334    | 2,83  | -     |
| Totale                               | Totale                                 | 12.305               | 100   |                          | 11.783 | 100   | 16    |

### Montichiari
| Candidati                   | Candidati                             | Voti                 | %     | Liste                             | Voti   | %     | Seggi |
| --------------------------- | ------------------------------------- | -------------------- | ----- | --------------------------------- | ------ | ----- | ----- |
|                             | Marco Togni Accede al ballottaggio    | 6.251                | 49,00 | Lega                              | 3.864  | 31,90 | 7     |
| Forza Italia                | Marco Togni Accede al ballottaggio    | 6.251                | 49,00 | 884                               | 7,30   | 1     |       |
| Fratelli d'Italia           | Marco Togni Accede al ballottaggio    | 6.251                | 49,00 | 677                               | 5,59   | 1     |       |
| La Nostra Montichiari       | Marco Togni Accede al ballottaggio    | 6.251                | 49,00 | 590                               | 4,87   | 1     |       |
|                             | Mario Fraccaro Accede al ballottaggio | 4.690                | 36,76 | Partito Democratico               | 1.725  | 14,24 | 2     |
| Comitato Civico Montichiari | Mario Fraccaro Accede al ballottaggio | 4.690                | 36,76 | 1.173                             | 9,68   | 1     |       |
| Moderati di Centrodestra    | Mario Fraccaro Accede al ballottaggio | 4.690                | 36,76 | 785                               | 6,48   | 1     |       |
| Area civica Monteclarense   | Mario Fraccaro Accede al ballottaggio | 4.690                | 36,76 | 688                               | 5,68   | 1     |       |
| Seggio di coalizione        | Seggio di coalizione                  | Seggio di coalizione | 36,76 | 1                                 |        |       |       |
|                             | Cristian Grezzi                       | 648                  | 5,08  | Movimento 5 Stelle                | 624    | 5,15  | -     |
|                             | Guglielmo Tenca                       | 513                  | 4,02  | Movimento Civico Solo Montichiari | 282    | 2,33  | -     |
| L'Alternativa c'è           | Guglielmo Tenca                       | 513                  | 4,02  | 200                               | 1,65   | -     |       |
|                             | Patrizia Mulè                         | 390                  | 3,06  | Sinistra Monteclarense            | 368    | 3,04  | -     |
|                             | Danilo Mor                            | 266                  | 2,08  | Montichiari che Vogliamo          | 252    | 2,08  | -     |
| Totale                      | Totale                                | 12.758               | 100   |                                   | 12.112 | 100   | 16    |

## Provincia di Como

### Cantù
| Candidati            | Candidati                 | Voti                 | %     | Liste               | Voti   | %     | Seggi |
| -------------------- | ------------------------- | -------------------- | ----- | ------------------- | ------ | ----- | ----- |
|                      | Alice Galbiati ✔️ Sindaco | 11.803               | 60,71 | Lega                | 7.462  | 39,57 | 10    |
| Forza Italia         | Alice Galbiati ✔️ Sindaco | 11.803               | 60,71 | 2.108               | 11,18  | 3     |       |
| Fratelli d'Italia    | Alice Galbiati ✔️ Sindaco | 11.803               | 60,71 | 1.088               | 5,77   | 1     |       |
| Cantù Sicura         | Alice Galbiati ✔️ Sindaco | 11.803               | 60,71 | 874                 | 4,63   | 1     |       |
|                      | Vincenzo Latorraca        | 3.390                | 17,40 | Partito Democratico | 2.501  | 13,26 | 3     |
| Unire Cantù          | Vincenzo Latorraca        | 3.390                | 17,40 | 414                 | 2,20   | -     |       |
| Cantù con Noi        | Vincenzo Latorraca        | 3.390                | 17,40 | 313                 | 1,66   | -     |       |
| Seggio di coalizione | Seggio di coalizione      | Seggio di coalizione | 17,40 | 1                   |        |       |       |
|                      | Paolo Di Febo             | 3.091                | 15,90 | Lavori in Corso     | 1.973  | 10,46 | 2     |
| Cantù Rugiada        | Paolo Di Febo             | 3.091                | 15,90 | 777                 | 4,12   | 1     |       |
| Cantù Federalista    | Paolo Di Febo             | 3.091                | 15,90 | 208                 | 1,10   | -     |       |
| Seggio di coalizione | Seggio di coalizione      | Seggio di coalizione | 15,90 | 1                   |        |       |       |
|                      | Ruggero Bruni             | 1.047                | 5,39  | Movimento 5 Stelle  | 1.037  | 5,50  | 1     |
|                      | Salvatore Ferrara         | 111                  | 0,57  | Forza Nuova         | 104    | 0,55  | -     |
| Totale               | Totale                    | 19.442               | 100   |                     | 18.859 | 100   | 24    |

## Provincia di Cremona

### Cremona
| Candidati                             | Candidati                                  | Voti                        | %     | Liste                            | Voti   | %     | Seggi |
| ------------------------------------- | ------------------------------------------ | --------------------------- | ----- | -------------------------------- | ------ | ----- | ----- |
|                                       | Gianluca Galimberti Accede al ballottaggio | 17.125                      | 46,37 | Partito Democratico              | 10.933 | 30,33 | 14    |
| Fare Nuova la Città                   | Gianluca Galimberti Accede al ballottaggio | 17.125                      | 46,37 | 2.321                            | 6,44   | 3     |       |
| Cremona Attiva                        | Gianluca Galimberti Accede al ballottaggio | 17.125                      | 46,37 | 1.617                            | 4,49   | 2     |       |
| Sinistra per Cremona - Energia Civile | Gianluca Galimberti Accede al ballottaggio | 17.125                      | 46,37 | 952                              | 2,64   | 1     |       |
| #Cittadini per Passione               | Gianluca Galimberti Accede al ballottaggio | 17.125                      | 46,37 | 620                              | 1,72   | -     |       |
| Patto Civico per Cremona              | Gianluca Galimberti Accede al ballottaggio | 17.125                      | 46,37 | 219                              | 0,61   | -     |       |
|                                       | Carlo Malvezzi Accede al ballottaggio      | 15.381                      | 41,65 | Lega                             | 9.023  | 25,03 | 6     |
| Forza Italia                          | Carlo Malvezzi Accede al ballottaggio      | 15.381                      | 41,65 | 2.876                            | 7,98   | 2     |       |
| Fratelli d'Italia                     | Carlo Malvezzi Accede al ballottaggio      | 15.381                      | 41,65 | 1.589                            | 4,41   | 1     |       |
| Viva Cremona                          | Carlo Malvezzi Accede al ballottaggio      | 15.381                      | 41,65 | 1.568                            | 4,35   | 1     |       |
| Seggio al candidato sindaco           | Seggio al candidato sindaco                | Seggio al candidato sindaco | 41,65 | 1                                |        |       |       |
|                                       | Luca Nolli                                 | 2.116                       | 5,73  | Movimento 5 Stelle               | 2.077  | 5,76  | 1     |
|                                       | Ferruccio Giovetti                         | 1.224                       | 3,31  | #Giovetti - La Cura di Cremona   | 1.193  | 3,31  | -     |
|                                       | Francesca Berardi                          | 535                         | 1,45  | Cremona Cambia Musica            | 522    | 1,45  | -     |
|                                       | Diego Ratti                                | 304                         | 0,82  | CasaPound                        | 295    | 0,82  | -     |
|                                       | Alberto Madoglio                           | 245                         | 0,66  | Partito di Alternativa Comunista | 239    | 0,66  | -     |
| Totale                                | Totale                                     | 36.930                      | 100   |                                  | 36.004 | 100   | 32    |

Ballottaggio
| Candidati | Candidati                      | Voti   | %     |
| --------- | ------------------------------ | ------ | ----- |
|           | Gianluca Galimberti ✔️ Sindaco | 17.245 | 55,94 |
|           | Carlo Malvezzi                 | 13.580 | 44,06 |
| Totale    | Totale                         | 30.825 |       |

### Casalmaggiore
| Candidati               | Candidati                                  | Voti                 | %     | Liste                        | Voti  | %     | Seggi |
| ----------------------- | ------------------------------------------ | -------------------- | ----- | ---------------------------- | ----- | ----- | ----- |
|                         | Filippo Bongiovanni Accede al ballottaggio | 3.744                | 49,34 | Lega-Casalmaggiore è Viva    | 2.129 | 30,05 | 6     |
| Casalmaggiore al Centro | Filippo Bongiovanni Accede al ballottaggio | 3.744                | 49,34 | 1.396                        | 19,70 | 4     |       |
|                         | Fabrizio Vappina Accede al ballottaggio    | 3.344                | 44,07 | Casalmaggiore la Nostra Casa | 2.146 | 30,29 | 4     |
| Il Listone              | Fabrizio Vappina Accede al ballottaggio    | 3.344                | 44,07 | 938                          | 13,24 | 1     |       |
| Seggio di coalizione    | Seggio di coalizione                       | Seggio di coalizione | 44,07 | 1                            |       |       |       |
|                         | Orlando Ferroni                            | 500                  | 6,59  | Casalmaggiore nel Cuore      | 476   | 6,72  | -     |
| Totale                  | Totale                                     | 7.588                | 100   |                              | 7.085 | 100   | 16    |

## Provincia di Mantova

### Porto Mantovano
| Candidati                                            | Candidati                                | Voti                 | %     | Liste               | Voti  | %     | Seggi |
| ---------------------------------------------------- | ---------------------------------------- | -------------------- | ----- | ------------------- | ----- | ----- | ----- |
|                                                      | Massimo Salvarani Accede al ballottaggio | 3.267                | 38,08 | Partito Democratico | 2.437 | 28,89 | 8     |
| Porto Futura                                         | Massimo Salvarani Accede al ballottaggio | 3.267                | 38,08 | 733                 | 8,69  | 2     |       |
|                                                      | Monica Buoli Accede al ballottaggio      | 3.287                | 38,31 | Lega                | 2.338 | 27,72 | 3     |
| Forza Italia-Fratelli d'Italia-Popolo della Famiglia | Monica Buoli Accede al ballottaggio      | 3.287                | 38,31 | 382                 | 4,53  | -     |       |
| Liberi Cittadini                                     | Monica Buoli Accede al ballottaggio      | 3.287                | 38,31 | 270                 | 3,20  | -     |       |
| #Porto2019                                           | Monica Buoli Accede al ballottaggio      | 3.287                | 38,31 | 262                 | 3,11  | -     |       |
| Seggio di coalizione                                 | Seggio di coalizione                     | Seggio di coalizione | 38,31 | 1                   |       |       |       |
|                                                      | Gianfranco Bettoni                       | 1.215                | 14,16 | Vivere Porto        | 1.210 | 14,35 | 1     |
|                                                      | Renata Facchini                          | 810                  | 9,44  | Movimento 5 Stelle  | 802   | 9,51  | 1     |
| Totale                                               | Totale                                   | 8.579                | 100   |                     | 8.434 | 100   | 16    |

### Suzzara
| Candidati               | Candidati              | Voti                 | %     | Liste               | Voti  | %     | Seggi |
| ----------------------- | ---------------------- | -------------------- | ----- | ------------------- | ----- | ----- | ----- |
|                         | Ivan Ongari ✔️ Sindaco | 6.077                | 60,07 | Partito Democratico | 4.285 | 43,68 | 8     |
| Suzzara Futura          | Ivan Ongari ✔️ Sindaco | 6.077                | 60,07 | 591                 | 6,02  | 1     |       |
| La Sinistra per Suzzara | Ivan Ongari ✔️ Sindaco | 6.077                | 60,07 | 534                 | 5,44  | 1     |       |
| Verdi                   | Ivan Ongari ✔️ Sindaco | 6.077                | 60,07 | 412                 | 4,20  | -     |       |
|                         | Maria Luisa Melli      | 3.031                | 29,96 | Lega                | 1.887 | 19,24 | 3     |
| Suzzara Civica          | Maria Luisa Melli      | 3.031                | 29,96 | 512                 | 5,22  | 1     |       |
| Forza Italia            | Maria Luisa Melli      | 3.031                | 29,96 | 312                 | 3,18  | -     |       |
| Fratelli d'Italia       | Maria Luisa Melli      | 3.031                | 29,96 | 280                 | 2,85  | -     |       |
| Seggio di coalizione    | Seggio di coalizione   | Seggio di coalizione | 29,96 | 1                   |       |       |       |
|                         | Stefano Rosselli       | 1.009                | 9,97  | Movimento 5 Stelle  | 997   | 10,16 | 1     |
| Totale                  | Totale                 | 10.117               | 100   |                     | 9.810 | 100   | 16    |

## Provincia di Monza e Brianza

### Besana in Brianza
| Candidati                      | Candidati                   | Voti                 | %     | Liste                | Voti  | %     | Seggi |
| ------------------------------ | --------------------------- | -------------------- | ----- | -------------------- | ----- | ----- | ----- |
|                                | Emanuele Pozzoli ✔️ Sindaco | 4.636                | 54,70 | Lega                 | 2.809 | 34,72 | 6     |
| Pozzoli Sindaco                | Emanuele Pozzoli ✔️ Sindaco | 4.636                | 54,70 | 1.205                | 14,89 | 3     |       |
| Forza Italia-Fratelli d'Italia | Emanuele Pozzoli ✔️ Sindaco | 4.636                | 54,70 | 427                  | 5,28  | 1     |       |
|                                | Sergio Gianni Cazzaniga     | 3.182                | 37,55 | Partito Democratico  | 1.894 | 23,41 | 3     |
| #Besana4future                 | Sergio Gianni Cazzaniga     | 3.182                | 37,55 | 581                  | 7,18  | 1     |       |
| Besanattiva                    | Sergio Gianni Cazzaniga     | 3.182                | 37,55 | 571                  | 7,06  | -     |       |
| Seggio di coalizione           | Seggio di coalizione        | Seggio di coalizione | 37,55 | 1                    |       |       |       |
|                                | Piero Angelo Alfieri        | 657                  | 7,75  | Una Città in Dialogo | 603   | 7,45  | 1     |
| Totale                         | Totale                      | 8.475                | 100   |                      | 8.090 | 100   | 16    |

### Bovisio-Masciago
| Candidati              | Candidati                   | Voti                 | %     | Liste                     | Voti  | %     | Seggi |
| ---------------------- | --------------------------- | -------------------- | ----- | ------------------------- | ----- | ----- | ----- |
|                        | Giovanni Sartori ✔️ Sindaco | 4.166                | 50,52 | Lega                      | 2.782 | 34,45 | 8     |
| Apertamente            | Giovanni Sartori ✔️ Sindaco | 4.166                | 50,52 | 567                       | 7,02  | 1     |       |
| Forza Italia           | Giovanni Sartori ✔️ Sindaco | 4.166                | 50,52 | 484                       | 5,99  | 1     |       |
| Fratelli d'Italia      | Giovanni Sartori ✔️ Sindaco | 4.166                | 50,52 | 278                       | 3,44  | -     |       |
|                        | Giuliano Soldà              | 3.614                | 43,83 | Partito Democratico       | 2.565 | 31,76 | 4     |
| Altra Bovisio-Masciago | Giuliano Soldà              | 3.614                | 43,83 | 950                       | 11,76 | 1     |       |
| Seggio di coalizione   | Seggio di coalizione        | Seggio di coalizione | 43,83 | 1                         |       |       |       |
|                        | Domenico Spreafico          | 466                  | 5,65  | Idea per Bovisio Masciago | 449   | 5,56  | -     |
| Totale                 | Totale                      | 8.246                | 100   |                           | 8.075 | 100   | 16    |

### Concorezzo
| Candidati                      | Candidati                              | Voti                 | %     | Liste           | Voti  | %     | Seggi |
| ------------------------------ | -------------------------------------- | -------------------- | ----- | --------------- | ----- | ----- | ----- |
|                                | Mauro Capitanio Accede al ballottaggio | 4.087                | 47,73 | Lega            | 2.903 | 34,85 | 8     |
| Forza Italia-Fratelli d'Italia | Mauro Capitanio Accede al ballottaggio | 4.087                | 47,73 | 764             | 9,17  | 2     |       |
| Tutti x Concorezzo             | Mauro Capitanio Accede al ballottaggio | 4.087                | 47,73 | 306             | 3,67  | -     |       |
|                                | Claudio Bossi Accede al ballottaggio   | 2.751                | 32,13 | La Rondine      | 1.351 | 16,22 | 2     |
| Partito Democratico            | Claudio Bossi Accede al ballottaggio   | 2.751                | 32,13 | 1.323           | 15,88 | 1     |       |
| Seggio di coalizione           | Seggio di coalizione                   | Seggio di coalizione | 32,13 | 1               |       |       |       |
|                                | Carmen Trussardi                       | 1.724                | 20,14 | Vivi Concorezzo | 946   | 11,36 | 1     |
| Qui per Concorezzo             | Carmen Trussardi                       | 1.724                | 20,14 | 557             | 6,69  | -     |       |
| Concorezzo Più                 | Carmen Trussardi                       | 1.724                | 20,14 | 181             | 2,17  | -     |       |
| Seggio di coalizione           | Seggio di coalizione                   | Seggio di coalizione | 20,14 | 1               |       |       |       |
| Totale                         | Totale                                 | 8.562                | 100   |                 | 8.331 | 100   | 16    |

### Giussano
| Candidati            | Candidati                 | Voti                 | %     | Liste               | Voti   | %     | Seggi |
| -------------------- | ------------------------- | -------------------- | ----- | ------------------- | ------ | ----- | ----- |
|                      | Marco Citterio ✔️ Sindaco | 9.475                | 69,61 | Lega                | 5.390  | 40,13 | 8     |
| Forza Italia         | Marco Citterio ✔️ Sindaco | 9.475                | 69,61 | 2.175               | 16,19  | 3     |       |
| Fratelli d'Italia    | Marco Citterio ✔️ Sindaco | 9.475                | 69,61 | 643                 | 4,79   | 1     |       |
| Educazione Civica    | Marco Citterio ✔️ Sindaco | 9.475                | 69,61 | 609                 | 4,53   | -     |       |
| Io Rispetto Giussano | Marco Citterio ✔️ Sindaco | 9.475                | 69,61 | 576                 | 4,29   | -     |       |
|                      | Stefano Viganò            | 2.938                | 21,58 | Partito Democratico | 2.097  | 15,61 | 2     |
| Servire Giussano     | Stefano Viganò            | 2.938                | 21,58 | 776                 | 5,78   | -     |       |
| Seggio di coalizione | Seggio di coalizione      | Seggio di coalizione | 21,58 | 1                   |        |       |       |
|                      | Luigi Stagno              | 1.199                | 8,81  | Movimento 5 Stelle  | 1.166  | 8,68  | 1     |
| Totale               | Totale                    | 13.612               | 100   |                     | 13.432 | 100   | 16    |

### Muggiò
| Candidati                  | Candidati                                       | Voti                 | %     | Liste               | Voti   | %     | Seggi |
| -------------------------- | ----------------------------------------------- | -------------------- | ----- | ------------------- | ------ | ----- | ----- |
|                            | Maria Arcangela Fiorito Accede al ballottaggio  | 4.968                | 41,35 | Partito Democratico | 2.546  | 21,77 | 6     |
| Democratici Civici         | Maria Arcangela Fiorito Accede al ballottaggio  | 4.968                | 41,35 | 1.044               | 8,93   | 2     |       |
| Insieme per Muggiò         | Maria Arcangela Fiorito Accede al ballottaggio  | 4.968                | 41,35 | 593                 | 5,07   | 1     |       |
| Muggiò Partecipata         | Maria Arcangela Fiorito Accede al ballottaggio  | 4.968                | 41,35 | 570                 | 4,87   | -     |       |
|                            | Pietro Stefano Zanantoni Accede al ballottaggio | 5.686                | 47,32 | Lega                | 3.109  | 26,59 | 3     |
| Forza Italia               | Pietro Stefano Zanantoni Accede al ballottaggio | 5.686                | 47,32 | 1.326               | 11,34  | 1     |       |
| Noi...con Pietro Zanantoni | Pietro Stefano Zanantoni Accede al ballottaggio | 5.686                | 47,32 | 770                 | 6,59   | -     |       |
| Fratelli d'Italia          | Pietro Stefano Zanantoni Accede al ballottaggio | 5.686                | 47,32 | 379                 | 3,24   | -     |       |
| Seggio di coalizione       | Seggio di coalizione                            | Seggio di coalizione | 47,32 | 1                   |        |       |       |
|                            | Cristian Iucolino                               | 1.361                | 11,33 | Movimento 5 Stelle  | 1.356  | 11,60 | 1     |
| Totale                     | Totale                                          | 12.015               | 100   |                     | 11.693 | 100   | 16    |

## Provincia di Pavia

### Pavia
| Candidati                   | Candidati                    | Voti                        | %     | Liste                                | Voti   | %     | Seggi |
| --------------------------- | ---------------------------- | --------------------------- | ----- | ------------------------------------ | ------ | ----- | ----- |
|                             | Fabrizio Fracassi ✔️ Sindaco | 19.787                      | 53,04 | Lega                                 | 9.667  | 26,53 | 11    |
| Forza Italia                | Fabrizio Fracassi ✔️ Sindaco | 19.787                      | 53,04 | 4.311                                | 11,83  | 4     |       |
| Pavia Ideale                | Fabrizio Fracassi ✔️ Sindaco | 19.787                      | 53,04 | 2.311                                | 6,34   | 2     |       |
| Pavia Prima                 | Fabrizio Fracassi ✔️ Sindaco | 19.787                      | 53,04 | 2.075                                | 5,69   | 2     |       |
| Fratelli d'Italia           | Fabrizio Fracassi ✔️ Sindaco | 19.787                      | 53,04 | 1.079                                | 2,96   | 1     |       |
|                             | Ilaria Cristiani             | 11.536                      | 30,93 | Partito Democratico                  | 8.333  | 22,87 | 7     |
| Pavia a Colori              | Ilaria Cristiani             | 11.536                      | 30,93 | 2.064                                | 5,66   | 1     |       |
| +Europa                     | Ilaria Cristiani             | 11.536                      | 30,93 | 790                                  | 2,17   | -     |       |
| Seggio al candidato sindaco | Seggio al candidato sindaco  | Seggio al candidato sindaco | 30,93 | 1                                    |        |       |       |
|                             | Massimo Depaoli              | 3.392                       | 9,09  | Cittadini per Depaoli                | 3.275  | 8,99  | 2     |
|                             | Vincenzo Nicolaio            | 1.833                       | 4,91  | Movimento 5 Stelle                   | 1.798  | 4,93  | 1     |
|                             | Paolo Walter Cattaneo        | 404                         | 1,08  | Partito della Rifondazione Comunista | 396    | 1,09  | -     |
|                             | Stefano Spagoni              | 351                         | 0,94  | Italia in Comune                     | 345    | 0,95  | -     |
| Totale                      | Totale                       | 37.303                      | 100   |                                      | 36.444 | 100   | 32    |

## Provincia di Varese

### Malnate
| Candidati                                     | Candidati                                      | Voti                 | %     | Liste               | Voti  | %     | Seggi |
| --------------------------------------------- | ---------------------------------------------- | -------------------- | ----- | ------------------- | ----- | ----- | ----- |
|                                               | Maria Irene Bellifemine Accede al ballottaggio | 4.395                | 45,48 | Partito Democratico | 1.748 | 21,86 | 5     |
| Malnate Sostenibile                           | Maria Irene Bellifemine Accede al ballottaggio | 4.395                | 45,48 | 1.091               | 13,64 | 3     |       |
| Lista Maria Croci Insieme                     | Maria Irene Bellifemine Accede al ballottaggio | 4.395                | 45,48 | 761                 | 9,52  | 2     |       |
|                                               | Daniela Gulino Accede al ballottaggio          | 3.170                | 38,69 | Lega                | 2.866 | 38,54 | 4     |
| Forza Italia-Lista Damiani-Sovranità Popolare | Daniela Gulino Accede al ballottaggio          | 3.170                | 38,69 | 332                 | 4,15  | -     |       |
| Seggio di coalizione                          | Seggio di coalizione                           | Seggio di coalizione | 38,69 | 1                   |       |       |       |
|                                               | Sandro Damiani                                 | 704                  | 8,59  | Fratelli d'Italia   | 605   | 7,57  | 1     |
|                                               | Domenico Mancino                               | 593                  | 7,24  | Movimento 5 Stelle  | 593   | 7,42  | -     |
| Totale                                        | Totale                                         | 8.194                | 100   |                     | 7.996 | 100   | 16    |

### Samarate
| Candidati                     | Candidati                   | Voti                 | %     | Liste                    | Voti  | %     | Seggi |
| ----------------------------- | --------------------------- | -------------------- | ----- | ------------------------ | ----- | ----- | ----- |
|                               | Enrico Puricelli ✔️ Sindaco | 4.377                | 51,61 | Lega                     | 2.836 | 34,36 | 8     |
| Enrico Puricelli per Samarate | Enrico Puricelli ✔️ Sindaco | 4.377                | 51,61 | 707                      | 8,57  | 2     |       |
| Uniti per Samarate            | Enrico Puricelli ✔️ Sindaco | 4.377                | 51,61 | 329                      | 3,99  | -     |       |
| Fratelli d'Italia             | Enrico Puricelli ✔️ Sindaco | 4.377                | 51,61 | 273                      | 3,31  | -     |       |
| Veri e Concreti per Samarate  | Enrico Puricelli ✔️ Sindaco | 4.377                | 51,61 | 133                      | 1,61  | -     |       |
|                               | Tiziano Domenico Zocchi     | 2.198                | 25,92 | Città Viva               | 813   | 9,85  | 2     |
| Progetto Democratico          | Tiziano Domenico Zocchi     | 2.198                | 25,92 | 685                      | 8,30  | 1     |       |
| Per Samarate con Zocchi       | Tiziano Domenico Zocchi     | 2.198                | 25,92 | 331                      | 4,01  | -     |       |
| Noi Per Samarate              | Tiziano Domenico Zocchi     | 2.198                | 25,92 | 242                      | 2,93  | -     |       |
| L'Altra Samarate              | Tiziano Domenico Zocchi     | 2.198                | 25,92 | 66                       | 0,80  | -     |       |
| Seggio di coalizione          | Seggio di coalizione        | Seggio di coalizione | 25,92 | 1                        |       |       |       |
|                               | Alessandra Cariglino        | 984                  | 11,60 | Forza Italia             | 682   | 8,26  | -     |
| Samarate al Centro            | Alessandra Cariglino        | 984                  | 11,60 | 241                      | 2,92  | -     |       |
| Seggio di coalizione          | Seggio di coalizione        | Seggio di coalizione | 11,60 | 1                        |       |       |       |
|                               | Fortunato Costantino        | 655                  | 7,72  | Movimento 5 Stelle       | 649   | 7,86  | 1     |
|                               | Domenico Aiello             | 267                  | 3,15  | Alternativa per Samarate | 267   | 3,23  | -     |
| Totale                        | Totale                      | 8.481                | 100   |                          | 8.254 | 100   | 16    |

### Tradate
| Candidati                             | Candidati                     | Voti                 | %     | Liste               | Voti  | %     | Seggi |
| ------------------------------------- | ----------------------------- | -------------------- | ----- | ------------------- | ----- | ----- | ----- |
|                                       | Giuseppe Bascialla ✔️ Sindaco | 5.792                | 59,51 | Lega                | 3.619 | 38,01 | 7     |
| Movimento Prealpino-Fratelli d'Italia | Giuseppe Bascialla ✔️ Sindaco | 5.792                | 59,51 | 1.410               | 14,81 | 3     |       |
| Forza Italia                          | Giuseppe Bascialla ✔️ Sindaco | 5.792                | 59,51 | 655                 | 6,88  | 1     |       |
|                                       | Laura Fiorina Cavalotti       | 1.601                | 16,45 | Partecipare Sempre  | 1.547 | 16,25 | 2     |
|                                       | Mauro Prestinoni              | 1.539                | 15,81 | Partito Democratico | 1.312 | 13,78 | 1     |
| Noi Abitiamo Tradate                  | Mauro Prestinoni              | 1.539                | 15,81 | 217                 | 2,28  | -     |       |
| Seggio di coalizione                  | Seggio di coalizione          | Seggio di coalizione | 15,81 | 1                   |       |       |       |
|                                       | Alfio Plebani                 | 801                  | 8,23  | Innovazione Civica  | 761   | 7,99  | 1     |
| Totale                                | Totale                        | 9.733                | 100   |                     | 9.521 | 100   | 16    |